# Université de Pitești
L'université de Pitești est une université publique fondée en 1991 et située à Pitești, en Roumanie. 